# رنف ملكي
الرنف الملكي أو المُتَوهِّجَة أو زهر الجنة أو بونسيانة (الاسم العلمي: Delonix regia) هي نوع من النباتات المزهرة تنتمي للفصيلة البقولية، تتميز بأوراق سرخسية الشكل، ومظهرها المزين بالزهور. وتنمو في العديد من أجزاء العالم الاستوائية كشجرة زينة.

## الوصف
هي إحدى الأشجار الاستوائية والشبه استوائية الجميلة الكثيفة الظل وهي تُزرع لقيمتها الجمالية، وذلك لورودها الحمراء الزاهية وأوراقها الكثيفة الخضراء. ولذلك فيطلق عليها باللغة الإنجليزية البونسيانا الملكية. الموطن الأصلي لها مدغشقر.
يوصف الرنف بأنه أكثر الأشجار تلوناً في العالم، بالأزهار الحمراء-البرتقالية الزاهية وأوراقه الخضراء الكثيفة الذي يجعل منه منظراً جميلاً جذاباً.
الموطن الأصلي لتلك الشجرة هو مدغشقر، في غابات مدغشقر الغربية. وهي من الأشجار المهددة بالانقراض في البرية إلا أنها تزرع بشكل جيد في الأماكن المأهولة الأخرى.
بالإضافة لقيمتها الجمالية، فهي أيضاَ شجرة ظل من الطراز الأول في الظروف الاستوائية، وذلك لأنها تنمو على ارتفاع منخفض نسبياً (في أحسن الأحوال 5 أمتار إلا أنها قد تصل في بعض الأحيان إلى 12 متراً) لكن انتشارها انتشاراً عرضياً وأوراقها الكثيفة توفر ظلاً ظليلاً. في المناطق التي تتعرض للموسم الجاف تسقط أوراقها خلال الجفاف، لكنها في المناطق الأخرى دائمة الخضرة.
الأزهار كبيرة الحجم والوردة رباعية البتلات ذات لون أحمر- برتقالي وتصل حتى 8 سم طول، البتلة الخامسة تنمو بشكل مستقيم تسمى القياسية وهي أكبر قليلاً وبها بقع بيضاء وصفراء. قرون البذور لونها بني داكن وقد تصل إلى 60 سم طول و5 سم عرض.

### البذور
على الرغم من ذلك صغيرة الحجم ووزنها 0,4 جراماً في المتوسط، الأوراق المركبة لها مظهر ريشي هي خضراء فاتحة زاهية وهي ريشية مزدوجة، كل ورقة منها يبلغ طولها من 30-50 وبها من 20-40 زوج من الوريقات الأولية الصغيرة، كل منها به 10-20 زوج من الوريقات الثانوية.
شجرة الرنف تتطلب مناخ استوائي أو شبه استوائي، لكنها تتحمل الجفاف والظروف العالية الملوحة. تزرع كثيراً في جزر البحر الكاريبي وفي الولايات المتحدة في فلوريدا، في ريو جراند فالي جنوب تكساس، وهاواي وبورتوريكو والجزر العذراء الأمريكية والهند ومصر.
يعتقد أن الرنف تتأقلم مع بيئة زراعتها، كما ينظر إليها باعتبارها نوع عدواني من الأشجار، ذلك أن ظلها الكثيف ونظامها الجذري لا يسمح بنمو الأنواع الأخرى أسفلها.
تستخدم قرون بذور الرنف في البحر الكاريبي كآلة إيقاع تسمى الشاك- شاك أو الماراكا.
موسم الإزهار في الهند، أبريل- يونيو

## الانتشار والموطن
يستوطن الرنف الملكي غابات مدغشقر الجافة المتساقطة، ولكن تم استزراعها في العديد من المناطق الاستوائية وشبه الاستوائية على مستوى العالم. وهي مهددة بالانقراض في المناطق البرية، ولكنها مزروعة على نطاق واسع في المناطق الأخرى.

## معرض الصور

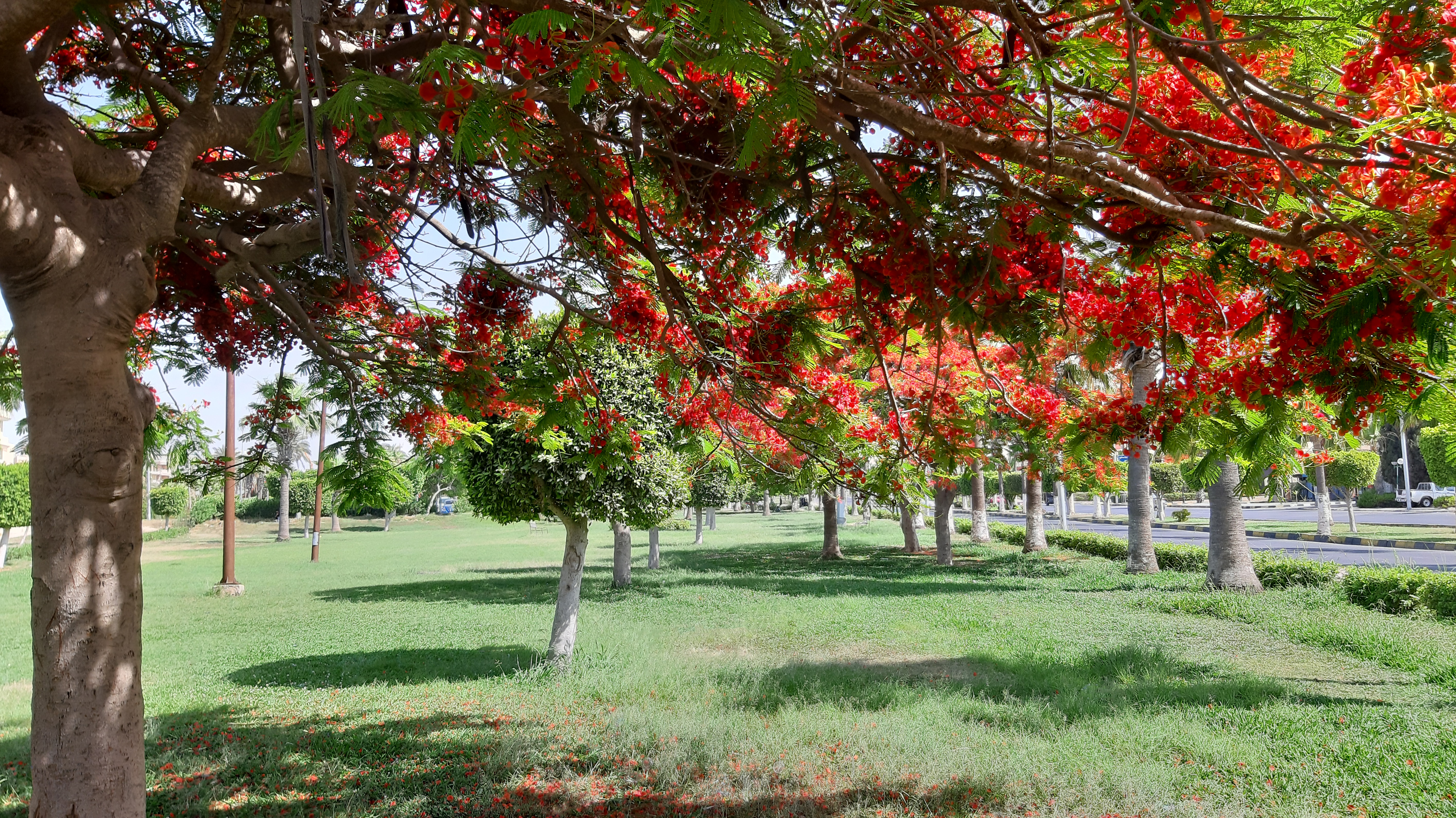
شجرة الرنف الملكي في مدينة برج العرب الجديدة في مصر
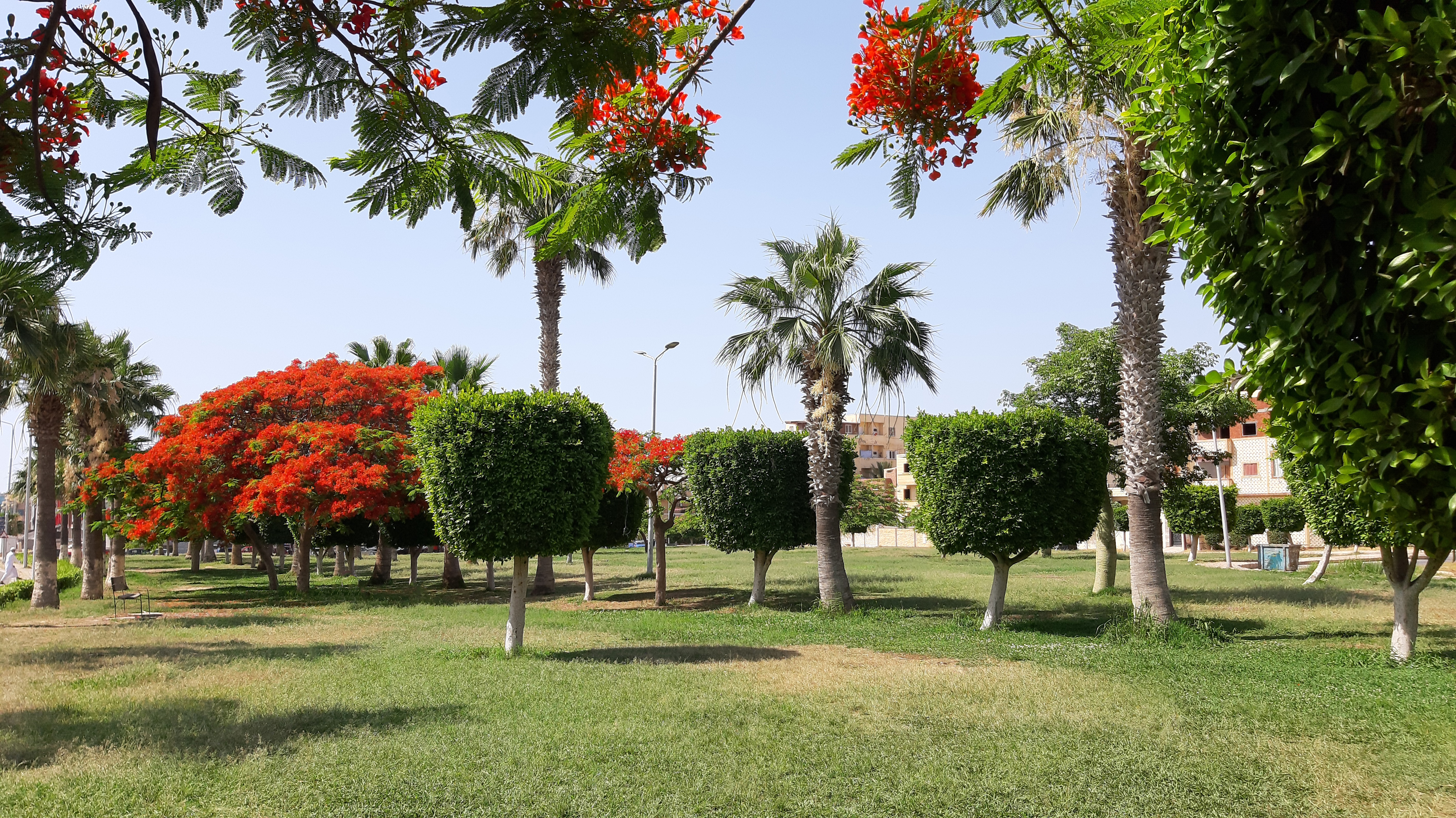
شجرة الرنف الملكي في مدينة برج العرب الجديدة
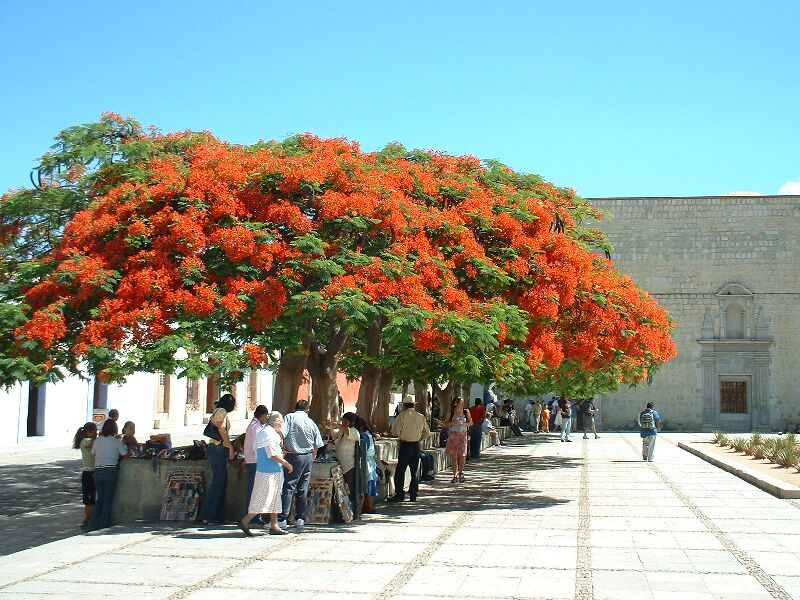
شجرة الرنف الملكي في ساحة سانتو دومينجو بالمكسيك
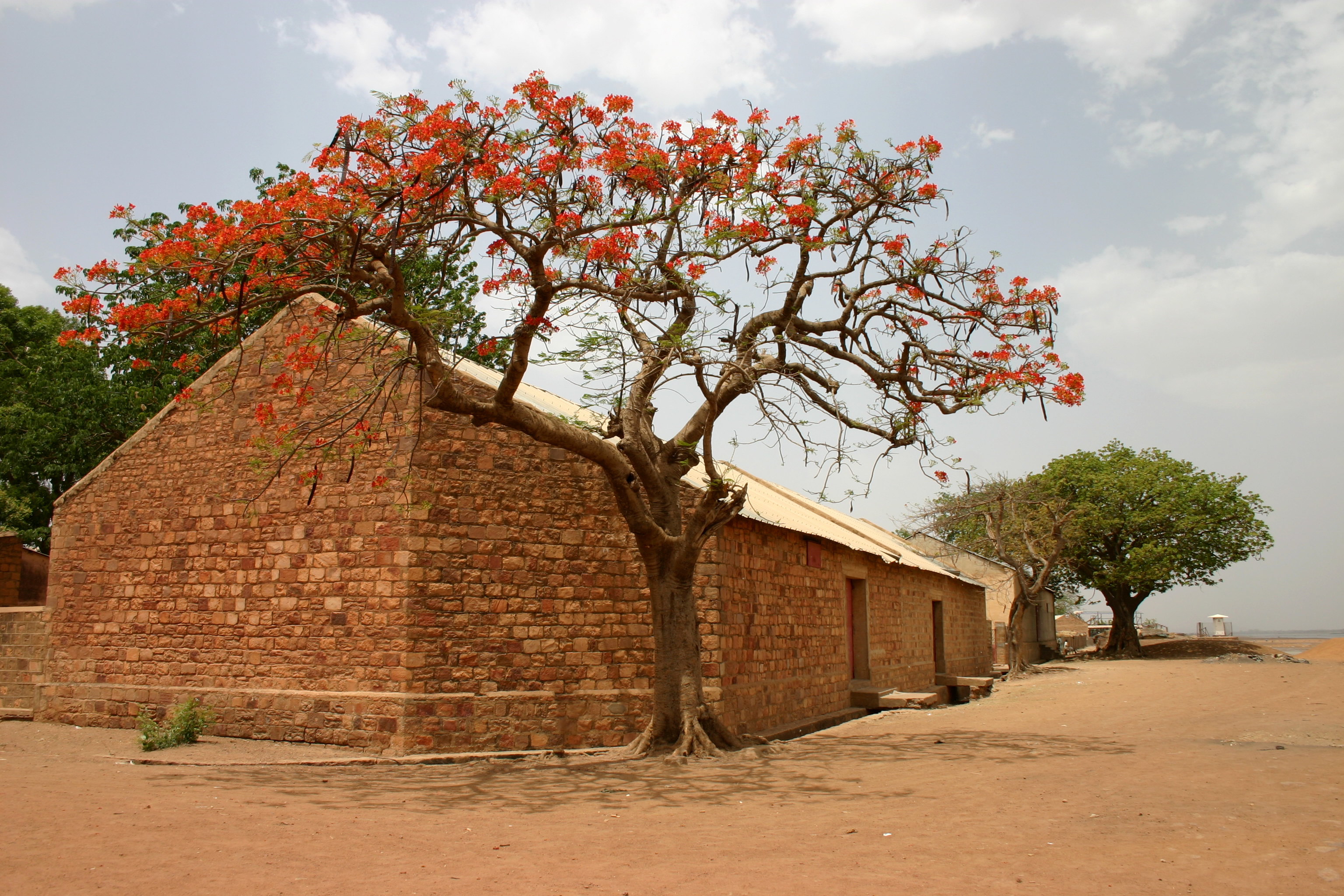
شجرة الرنف الملكي في مالي.
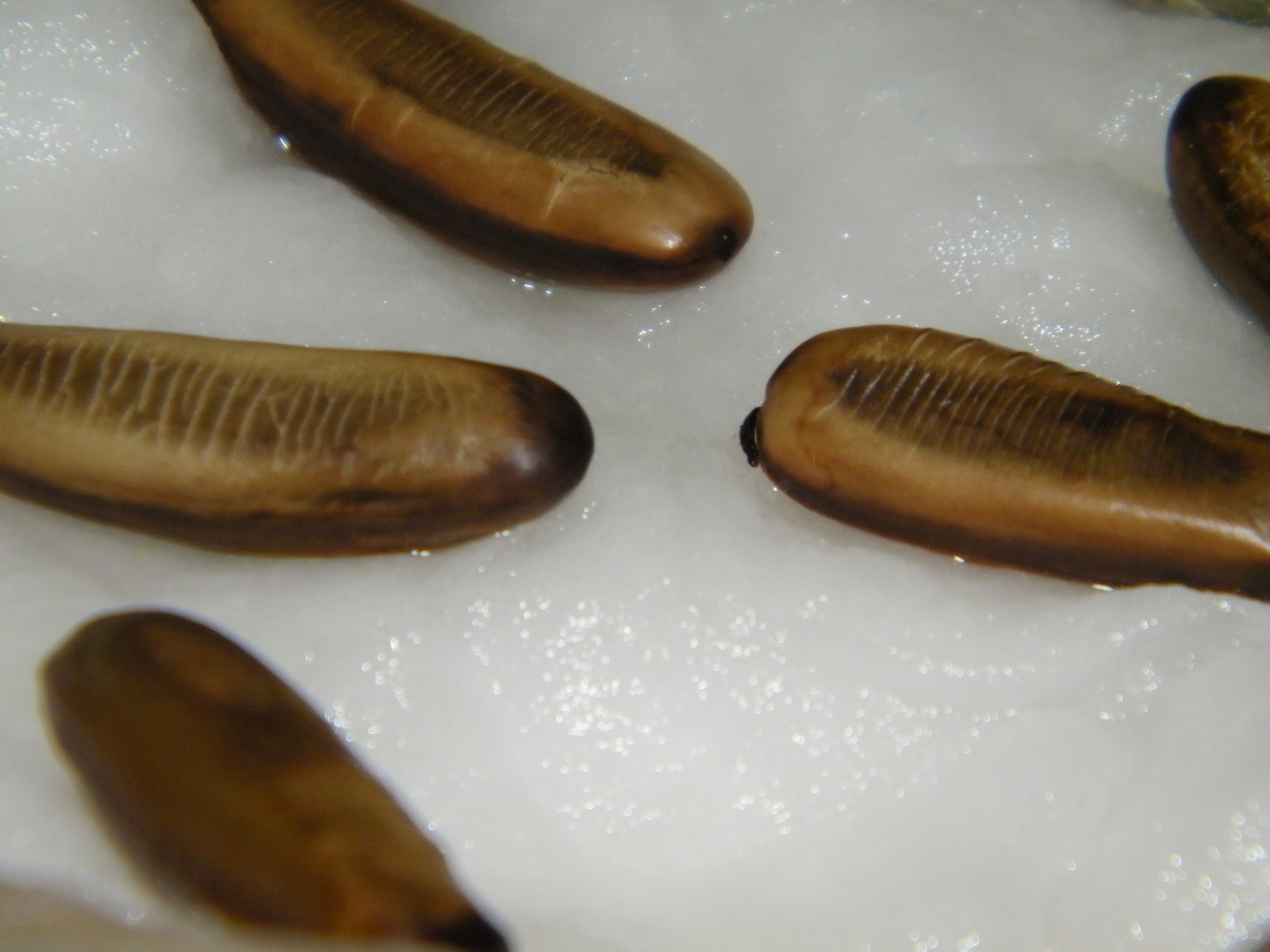
بذور الرنف الملكي في يومها السادس بعد وضعها في الماء

## وصلات خارجية
- البونسيانا من موسوعة النباتات - فلوريداتا